# Metrobús La Matanza
El Metrobús La Matanza es un ramal perteneciente a la red de Metrobús del Gran Buenos Aires, inaugurado el 5 de mayo de 2017, gracias a la firma de un crédito de 120 millones de dólares acordado en 2015 con el Banco Mundial. Con 16 kilómetros de extensión sobre la Ruta Nacional 3, une las localidades de González Catán y San Justo en el partido de La Matanza. Contiene 40 paradas, divididas en 17 estaciones a lo largo de su recorrido

## Historia
A mediados de 2015 el entonces ministro de Transporte nacional Randazzo
Concreta un préstamo de 120 millones de dólares del Banco Mundial para el proyecto. Inicialmente se planea que Metrobús tenga 23 km de largo con 11 de carril exclusivo, 17 estaciones y tres importantes centros de transbordo: dos de los cuales se encuentran en González Catán y Ramos Mejía; permitiendo una rápida conexión con los ferrocarriles Belgrano Sur y Sarmiento, cuyos trenes fueron convertidos en 0 km. La puesta en marcha de la obra en agosto de ese año se  concretaba junto a otras importantes obras como  los Metrobús en Rosario y Santa Fe; así como el desarrollo y estudio de ciclovías en Tucumán y Salta.
Con la llegada de Dietrich comenzó se cambió el nombre, los colores y el diseño para colocar el color institucional del partido PRO. El proyecto cambió además drásticamente, ya que se eliminaba por completo el esquema troncoalimentador para pasar a los simples carriles exclusivos. Las nuevas estaciones tampoco son cerradas, ni la tarifa integrada, ni hay se incorporarán coches nuevos.

## Dinámica
Recorre 16 kilómetros de la ruta nacional 3 sobre los barrios de González Catán, Gregorio de Laferrere, Isidro Casanova y San Justo. Tiene 40 paradas, divididas en 17 puntos a las que se accede mediante rampas en los laterales, que poseen refugio, asientos y cestos de basura. Una de las críticas que recibe el sistema es que no hay posibilidad de utilizar un boleto único entre las distintas modalidades de viaje en el trayecto.
Cuenta además con un centro de transbordo en el cruce de la ruta nacional 3 y la ruta provincial 21. El nuevo centro conecta las 12 líneas de colectivo que circulan por Metrobús con la estación Independencia del tren Belgrano Sur. Ordena además el arribo de combis que vienen desde la Ciudad de Buenos Aires, Ramos Mejía y Liniers, descongestionando la zona para el tránsito particular y camiones.

## Historia

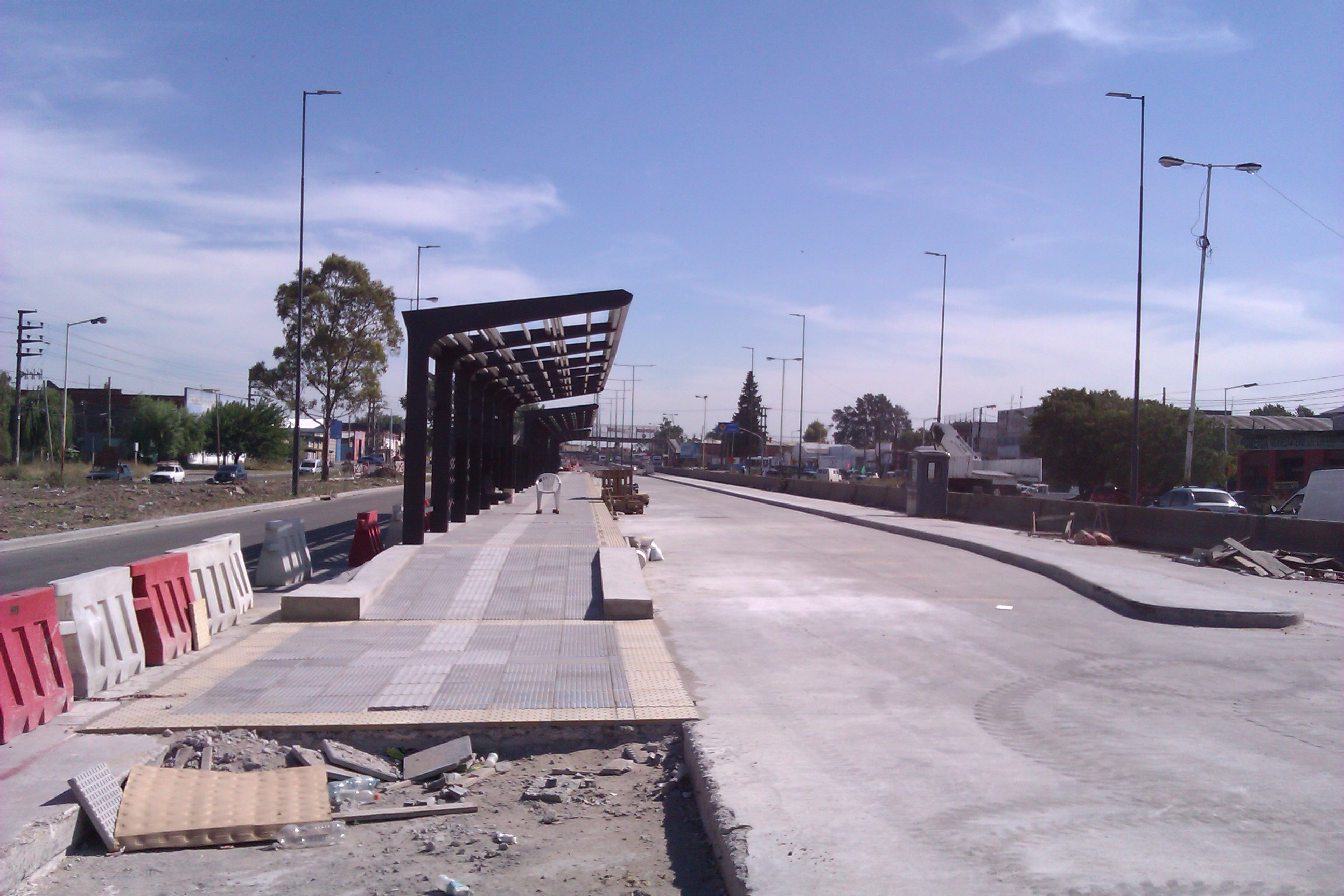
Estación Da Vinci, durante su construcción en diciembre de 2016.

La idea de un sistema de BTR que conectara el partido bonaerense de La Matanza con la Ciudad de Buenos Aires fue presentada en diciembre de 2013 por el ministro de Interior y Transporte de la Nación, Florencio Randazzo, tras una reunión con directivos del Banco Mundial en Washington D. C. Indicó que sería financiando por esta entidad financiera y que el proyecto buscaba «beneficiar a millones de personas que viajan a la Capital Federal desde el suroeste del conurbano bonaerense». Finalmente en agosto de 2015 el Banco Mundial confirmó el préstamo por US$ 120 millones, cuya construcción fue adjudicada al consorcio argentino-brasileño Unión Transitoria de Empresas Constructora Queiroz Galvao S.A. - Centro Construcciones S.A. al mes siguiente. La idea del entonces gobierno de Cristina Fernandéz era desarrollar el Metrobús más grande hasta el momento en Argentina, con el objetivo beneficiar a millones de personas que viajan a la Capital Federal desde el suroeste del conurbano bonaerense, el plano original tenía un recorrido de 26 kilómetros que iba desde el límite con la Capital Federal hasta la localidad de Marcos Paz atravesando de manera troncal el partido de La Matanza, que incluyó la construcción de carriles exclusivos y obras de infraestructura vial; nuevas paradas con refugios; semaforización inteligente; adquisición de colectivos de gran capacidad y construcción de Pasos Bajo Nivel.
El proyecto original, titulado «Mi Bus», contemplaba el inicio de carriles exclusivos para autobuses en el kilómetro 32 de la Ruta Nacional 3 y entre los kilómetros 28 y 17 la instalación de estaciones cerradas con molinetes. El servicio tendría dos ramales; uno que seguiría por la ruta hasta cruzar la General Paz y llegar a Once y otro que se desviaría por la Avenida Perón a Ramos Mejía, pasaría por la Estación Constitución y tendría como destino final la zona del Obelisco de Buenos Aires. También estaba contemplada la compra de autobuses articulados, mejoras generales en la infraestructura urbana, realización de terminales intermedias y un centro de transbordo con la línea de Belgrano Sur de trenes en González Catán.
La obra se realizaría en el marco del Proyecto de Transporte Urbano en Áreas Metropolitanas de la Argentina (PTUMA), un préstamo del organismo de crédito que se había firmado ya en 2010 con la idea de brindar apoyo técnico y financiero para que distintas áreas metropolitanas argentinas desarrollaran políticas de movilidad. El proyecto terminó adjudicándose en agosto de 2015 a la UTE Centro Construcciones SA-Constructora Queiroz Galvao SA. Las obras comenzaron en noviembre de ese año. El plazo era de 14 meses. El crédito que posibilitó su construcción había sido gestionado años antes por Fernando Espinoza junto al entonces Gobierno nacional ante el Banco Mundial.
El nuevo Ministro de Transporte nacional, Guillermo Dietrich, decidió en diciembre de 2015 cambiar de forma unilateral el proyecto original, descartando la  conexión con la Ciudad de Buenos Aires al recortar el tramo al kilómetro 29 de la Ruta Nacional 3 en González Catán hasta la intersección de la ruta con la Avenida Dr. Ignacio Arieta en San Justo y se cambió la idea de unificar las empresas de autobuses participantes y con paradas abiertas sin molinetes.
Fue inaugurado el 5 de mayo de 2017 por el presidente de la Nación Mauricio Macri, la gobernadora bonaerense María Eugenia Vidal, el ministro Dietrich, la intendente matancera Verónica Magario y el secretario general de la Unión Tranviarios Automotor Roberto Fernández. 
Según el diario Clarín, el gobierno nacional estaría estudiando la factibilidad de extender el Metrobús a Ramos Mejía para hacer una conexión con la estación de tren homónima de la línea Sarmiento.

## Impacto y críticas
Según el Gobierno nacional, los pasajeros pueden realizar el trayecto en un viaje de 33 minutos, contra los 45 anteriores al estreno del Metrobús. Un relevamiento hecho por periodistas del diario Clarín coincidió en el ahorro de 15 minutos, pero también advirtió sobre un embudo de tránsito en la Rotonda de San Justo. Una de las críticas que recibe el sistema es que no hay posibilidad de utilizar un boleto único entre las distintas modalidades de viaje en el trayecto.
Además la obra implicó grandes transformaciones en el entorno urbano de la ruta, con la reparación de la calzada y 70 000 m² de veredas, la plantación de 1.390 árboles y más de 44 000 plantas, reparación de dos puentes peatonales. Además el gobierno capacitó a 4.000 personas entre choferes, jefes de tránsito e inspectores de las líneas. No obstante el Metrobús ha recibido las mismas críticas que su antecesor porteño. Alejandro Borensztein publicó una nota de opinión en Clarín sobre la inauguración del Metrobús y criticó al gobierno nacional por festejar «como si fuera la obra del Eurotúnel», cuando se trataba de una solución «temporaria» a un grave atraso en la infraestructura argentina en transporte. En tanto Verónica Ocvirk del diario Página/12 criticó a la obra por su falta de ambición, diferenciando al proyecto original del final.
La intendente de La Matanza Verónica Magario reclamó que el gobierno nacional finalice la obra. Momentos antes le entregó al presidente Macri una carta firmada por distintos referentes del municipio, en el que expresaba su preocupación por el recorte del proyecto original. «El Metrobús de La Matanza no conecta con la Ciudad de Buenos Aires, que es el principal destino diario de los cientos de miles de matanceros que se movilizan diariamente», afirmó Magario. Además la Municipalidad difundió un vídeo en sus redes sociales en el que se explican las diferencias entre el proyecto original y el inaugurado. El ministro Dietrich insistió en que construyeron lo que estaba licitado. Perteneciendo a corrientes políticas claramente enfrentadas, Cambiemos y el kirchnerismo, este cruce entre el gobierno municipal y nacional tuvo fuerte eco en los medios de comunicación, que interpretaron que de cara a las elecciones legislativas de 2017 ambas administraciones quisieron sacar rédito político de la construcción del Metrobús.